# 메흐디 가예디
메흐디 가예디(페르시아어: مهدی قایدی, Mehdi Ghayedi, 1998년 12월 5일 ~ )는 이란의 축구 선수로 포지션은 공격수이며 현재 페르시안 걸프 프로리그의 에스테글랄에서 활약하고 있다.